# Canto General
Der Canto General (deutscher Titel: Der große Gesang; wörtlich: ‚Allgemeiner Gesang‘) ist ein umfangreicher Gedichtzyklus des chilenischen Dichters Pablo Neruda über den Kampf Lateinamerikas gegen den Kolonialismus. Neruda begann 1938 mit der Arbeit am Canto General. Der größte Teil der Gedichte entstand in den Jahren 1948/49, als Neruda wegen der Nachstellungen der Regierung González Videla im Untergrund lebte. Das vollendete Werk erschien 1950 in Mexiko, wo Neruda von 1949 bis 1952 im Exil lebte.
Der Gedichtzyklus besteht aus 15 Abschnitten, 231 Gedichten, umfasst mehr als 15.000 Zeilen und erhebt den Anspruch, eine Geschichte oder Enzyklopädie des gesamten hispanoamerikanischen Subkontinents zu sein. Er beschreibt die Erschaffung Lateinamerikas, der Flora und Fauna, das Auftreten des Menschen, die Eroberung durch die Konquistadoren, die anschließenden Befreiungskämpfe und die Hoffnung auf Unabhängigkeit. In vielen lateinamerikanischen Ländern wird die Verehrung für dieses Werk nur noch von der für die Bibel übertroffen.
Die deutsche Übersetzung des Canto General stammt von dem DDR-Lyriker Erich Arendt und erschien erstmals 1953 im Verlag Volk und Welt. Sie wurde in den folgenden Jahren auch in Westdeutschland mehrfach aufgelegt.

## Gliederung
1. La lámpara en la tierra (Die Leuchte auf Erden)
2. Alturas de Macchu Picchu (Die Höhen von Macchu Picchu)
3. Los conquistadores (Die Conquistadoren)
4. Los libertadores (Die Befreier)
5. La arena traicionada (Der verratene Kampfplatz)
6. América, no invoco tu nombre en vano (Amerika, ich rufe deinen Namen nicht vergeblich an)
7. Canto general de Chile (Chiles großer Gesang)
8. La tierra se llama Juan (Die Erde heißt Juan)
9. Que despierte el leñador (Holzfäller, wach auf!)
10. El fugitivo (Der Flüchtling)
11. Las flores de Punitaqui (Die Blumen von Punitaqui)
12. Los ríos del canto (Die Ströme des Gesangs)
13. Coral de Año Nuevo para la patria en tinieblas (Neujahrschor für das Vaterland in der Finsternis)
14. El gran océano (Der große Ozean)
15. Yo soy (Ich bin)

## Bearbeitungen
- Eine poetisch-musikalische Adaption des Canto General wurde 1970 von der chilenischen Gruppe Aparcoa gemeinsam mit Pablo Neruda erarbeitet. Sie wurde am 5. Dezember 1970 im Teatro Municipal von Santiago uraufgeführt und in der Folge in mehreren Ländern auf LP aufgenommen, u. a. 1974 in der DDR gemeinsam mit Gisela May als Rezitatorin. Die Fassung von Aparcoa enthält teilweise folkloristische Melodien, teilweise eigene Melodien der Band sowie Vertonungen des chilenischen Komponisten und Pianisten Sergio Ortega sowie von Gustavo Becerra.
- Von 1970 bis 1981 wurden Teile des Gedichtzyklus vom griechischen Komponisten Mikis Theodorakis zu dem Oratorium Canto General für zwei Solostimmen, gemischten Chor und Orchester verarbeitet.
- 1974 legte der schwedische Komponist Allan Pettersson den 3. Abschnitt des 5. Teils („Der verratene Kampfplatz“, in schwedischer Übersetzung) seiner 12. Symphonie zugrunde.
- 1982 nahm die chilenische Rockband Los Jaivas das Album Alturas de Machu Picchu mit Texten aus dem gleichnamigen Abschnitt des Canto General auf, darunter den Titel Sube a Nacer Conmigo Hermano, eine nahezu vollständige Vertonung des Canto XII aus diesem Abschnitt.